# Green Beret (jeu vidéo, 1985)
Green Beret (グリーンベレー, en japonais), Rush'n Attack aux États-Unis, est un jeu vidéo d'action développé et commercialisé par Konami en 1985 sur borne d'arcade. Le jeu a remporté un certain succès et fut porté sur divers systèmes familiaux. Il a connu une suite sur borne d'arcade en 1989, M.I.A.: Missing in Action.

## Système de jeu
Dans ce jeu d'action, réputé très difficile en raison de sa maniabilité, le joueur incarne un soldat américain armé d'un couteau ayant pour mission de mettre en déroute toute une armée dans le but d'éviter une guerre nucléaire à travers six niveaux à scrolling horizontal (base de missiles, aéroport, port, forêt, entrepôt et base ennemie).
Le personnage peut se coucher, sauter, monter une échelle, donner des coups de couteau, utiliser un bazooka ou encore des grenades. Ces armes secondaires sont récupérées lorsque certains ennemis sont éliminés. Certains bonus sont exclusifs à la version NES : l'étoile d'invincibilité et le pistolet.

## Équipe de développement
- Programmation : Naniwa no Hideo
- Character designers : Madamu Keiko, Gokigen Yoshimoto
- Musique : Chary Sadakichi, Rusher Sakamoto, Iku Iku Mizutani, Hevimeta Satoe, Nanda Adachi
- Réalisation : Phazer Atsuko
- Visual designers : Kenji Shimoneta, Daibutsu Mari

## Développement
La version Américaine intitulée Rush'n Attack est un jeu de mots jouant sur l'homonymie, de sorte qu'il soit possible de comprendre Russian Attack.

## Portages
- Une version NES est sortie en juillet 1989 en France sous le titre Rush'n Attack.

- Une version Amiga, réalisée par le graphiste suédois FX et le programmeur français Majikeyric, est annoncée fin octobre 2017 sur le site Mo5.com.

## Postérité
Le jeu est l'une des entrées de l'ouvrage Les 1001 jeux vidéo auxquels il faut avoir joué dans sa vie.